# Napat Sritimongkol
Napat Sritimongkol (27 de abril de 2003) es un deportista tailandés que compite en taekwondo. Ganó una medalla de plata en el Campeonato Asiático de Taekwondo de 2024, en la categoría de –63 kg.

## Palmarés internacional
| Campeonato Asiático | Campeonato Asiático | Campeonato Asiático | Campeonato Asiático |
| Año                 | Lugar               | Medalla             | Categoría           |
| ------------------- | ------------------- | ------------------- | ------------------- |
| 2024                | Đà Nẵng (Vietnam)   | Medalla de plata    | –63 kg              |